# キシレン
キシレン（英語: xylene）または、キシロール（英語: xylol）、IUPAC名でジメチルベンゼン（英語: dimethylbenzene）は、分子式 C8H10、示性式 C6H4(CH3)2、 分子量 106.17 の芳香族化合物で、ベンゼンの水素のうち2つをメチル基で置換したものである。
3種類の異性体、
- o-キシレン（1,2-ジメチルベンゼン）
- m-キシレン（1,3-ジメチルベンゼン）
- p-キシレン（1,4-ジメチルベンゼン）

が存在する。いずれも可燃性で、煤を出して燃える。極性溶媒に難溶、非極性溶媒に可溶。毒劇法により医薬用外劇物に指定されている。日本では製造・使用・廃棄に関して、管理・届け出が必要な化学物質としてPRTR法の第一種-30 にて指定されている。

## 構造
キシレンの構造式は次の通り。左から順にo-キシレン、m-キシレン、p-キシレンである。
また、これらを空間充填モデルで表すと次のようになる。

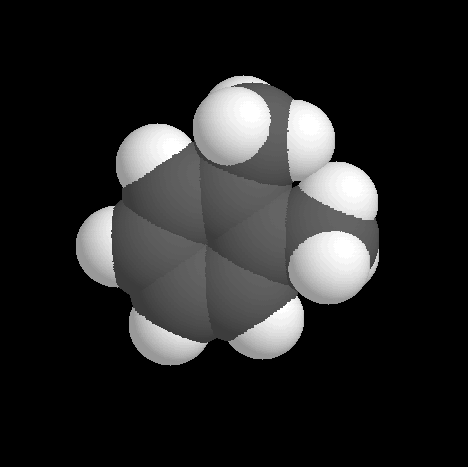
o-キシレン
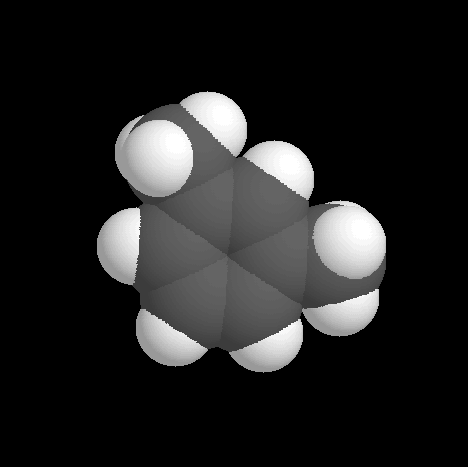
m-キシレン
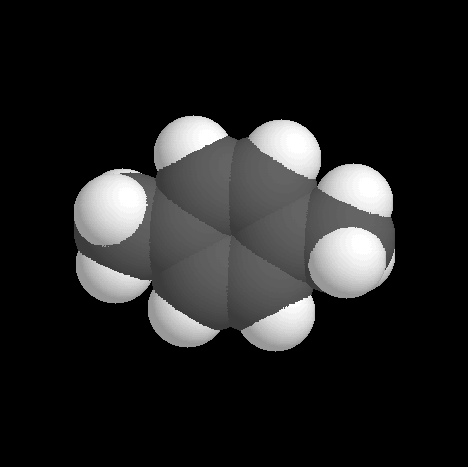
p-キシレン

## 用途
石油中に含まれ、薬剤等の原料として用いられる。医学・生物学分野では、古くから組織の切片標本の作製の際、組織を包埋するパラフィンや、封入剤として用いるカナダバルサムの溶媒として用いられてきたが、人体への毒性のため無害の代替品への切り替えが進みつつある。酸化させると各種フタル酸になる。

## 生産・消費状況
2006年の日本国内におけるキシレンの生産量および工業消費量は次のとおり。この統計において「キシレン」は、異性体混合物を表している。なお、この統計の表にある「生産」とは『国内の自工場で実際に生産された指定品目の生産をいいます。』と、同じく「消費」とは『自工場で他の製品の原材料用、加工用、燃料用として消費されたものをいいます。』となっており、日本国内における消費全体とは異なることに注意されたい。
| 品目                                                    | 生産 / t  | 消費量 / t |
| ------------------------------------------------------- | --------- | ---------- |
| キシレン                                                | 5,195,360 | 2,598,093  |
| o-キシレン                                              | 95,027    | -          |
| p-キシレン                                              | 2,329,512 | 2          |
| 出典：経済産業省生産動態統計年報化学工業統計編 2020年計 |           |            |